# Jaschtschykowe
Jaschtschykowe (ukrainisch Ящикове; russisch Ящиково/Jaschtschikowo) ist eine Siedlung städtischen Typs im Osten der Ukraine mit etwa 1800 Einwohnern.

## Geographie
Der Ort in der Oblast Luhansk liegt am Fluss Bila (Біла), etwa 7 Kilometer südwestlich der Rajonshauptstadt Perewalsk und 43 Kilometer westlich der Oblasthauptstadt Luhansk gelegen.

## Geschichte
Der Ort wurde 1724 zum ersten Mal schriftlich erwähnt, seit 1938 hat er den Status einer Siedlung städtischen Typs.
Seit Sommer 2014 ist der Ort im Verlauf des Ukrainekrieges durch Separatisten der Volksrepublik Lugansk besetzt.